# Rayguán
Rayguán (f. 1797) fue un cacique o lonco pehuenche que comandó durante algunos años a parte de su pueblo en los malones sobre poblaciones españolas y contra otras fracciones pehuenches, poco antes de que su fracción se mudase a la actual provincia de La Pampa y quedase incluido en el pueblo ranquel.
El primer gran cacique de los pehuenches que luego pasarían a ser ranqueles fue Yanquetruz, también llamado Llanquitur, que lanzó numerosos malones sobre las jurisdicciones de las ciudades de Mendoza y San Luis. Estos pehuenches, conocidos como «de los piñones», y residentes en las fuentes de los ríos río Agrio y Neuquén chocaron durante más de una década con los pehuenches «algarroberos» de la región de los ríos Grande y Diamante, aliados de las poblaciones blancas, en lo que se llamó la «guerra pehuenche».
Tras la muerte de Yanquetruz, el mando de los pehuenches del Neuquén y del Agrio pasó rápidamente de mano en mano por jefes poco relevantes, hasta que en 1792 lo asumió Rayguán, un lonco local de la zona de Varvarco –por esa época llamada por los españoles Malbarco. Su nombre apareció nombrado como un capitanejo a las órdenes de Yanquetruz en un parlamento de 1780; luego combatió en casi todos los enfrentamientos de éste contra los blancos y los pehuenches de Mendoza, hasta ser elegido el jefe de todos ellos algunos años después de la muerte de Yanquetruz.
Intentó matar a su rival Pichintur, aliado de los blancos, invitándolo a que lo visitase en Varvarco; el lonco del norte aceptó y fue atacado, pero logró huir. Este hecho causó la continuación de la guerra pehuenche, porque Pichintur se vengó del ataque, asaltando a su vez los toldos de Rayguán y haciendo una gran matanza. Pero el cacique se salvó, porque había viajado a Penco (Chile) a parlamentar con los blancos. A su vez, el 6 de abril de 1796, los ranqueles y los indios que quedaban de la tribu de Rayguán atacaron a Pichintur en su toldería de Malargüe, mataron al cacique, y se llevaron a varias docenas de mujeres y guerreros jóvenes.
En mayo de 1797, los pehuenches de Malargüe atacaron Varvarco, causando una matanza; Rayguán los atacó a su vez antes de que pudiesen retirarse con el botín, pero fue derrotado y murió en combate. Esta guerra pehuenche que tanto daño hizo a los indígenas del norte del Neuquén era promovida por el comandante de armas de Mendoza, José Francisco de Amigorena, como medio para que los indios se matasen entre ellos.
El mando de los pehuenches del sur fue asumido por Cariangué, que también figura con las pronunciaciones Carrané y Carú Agé.